# Herbert Simmons
Herbert Simmons (* 29. März 1930 in St. Louis, Missouri); † 18. August 2008 war ein amerikanischer Schriftsteller.

## Leben
Simmons besuchte die Lincoln University in Missouri, wo er Journalismus studierte. Er unterbrach sein Studium, leistete seinen Wehrdienst und diente als Soldat im Koreakrieg; sein Studium schloss er 1958 an der Washington University mit einem B.A. in English Composition ab.
Sein erster Roman Corner Boy erschien 1957 und wurde mit einer Houghton Mifflin Literary Fellowship ausgezeichnet. Im selben Jahr erschien das Buch auch in Großbritannien. Mit Erscheinen der Taschenbuchausgabe 1958 erzielte das Buch auf Jahre hinaus hohe Verkaufszahlen. Sein zweiter Roman Man Walking on Eggshells erschien 1962 und war als erster Band einer Trilogie mit dem Titel Destined to Be Free angelegt. Die zwei weiteren geplanten Bände mit den Titeln Tough Country und The Land of Nod sind jedoch nie erschienen und es ist nicht bekannt, ob Simmons sie je fertiggestellt hat. In einem Interview im Jahr 1996 sagte Simmons er habe Tough Country abgeschlossen und zwei britischen Verlagen vorgelegt, erwäge jedoch, das Buch im Selbstverlag zu veröffentlichen. Was anschließend geschah, ist nicht klar; das Buch scheint nie erschienen zu sein.
1965 wurde nach den bürgerkriegsähnlichen Unruhen, dem sogenannten Watts-Aufruhr, in Los Angeles der Watts Writers Workshop gegründet, an dem Simmons wesentlich beteiligt war. Später lehrte er an der California State University, Northridge und ging Mitte der 1990er in Pension. Wo er zuletzt lebte, ist nicht bekannt. Neue Veröffentlichungen von ihm sind seit 1962 nicht erschienen, während seine beiden Romane wiederholt neu aufgelegt wurden.

## Werk
Die beiden Romane von Simmons liefern ein lebendiges Bild der schwarzen Ghettos vor und zur Zeit der Bürgerrechtsbewegung. Hauptfiguren sind junge Männer, die sich zwischen Musik und Gaunerexistenz bewegen. Von den Plots bewegt sich Simmons dabei zwischen Naturalismus und Hardboiled-detective-Krimi. Was die Sprachrhythmen und die Prosaform angeht, wurden Simmons Romane häufig mit Bebop, Cool Jazz und Free Jazz verglichen. Die Sprache und Form speziell von Man Walking on Eggshells ist hoch rhythmisch und folgt über weite Strecken den kompositorischen und improvisatorischen Prinzipien des Jazz.

## Werke
- Corner Boy. Houghton Mifflin, 1957
- Man Walking on Eggshells. Houghton Mifflin, 1962
  - dt. Tanz auf rohen Eiern, aus dem amerikanischen Englisch übersetzt von Gottfried Fink, Bremen 1999, ISBN 978-3926529756